# 陳靜謙
陳靜謙（英語：Chan Matthew Ching Him，1998年4月18日—），生於香港，香港足球運動員，司職中堅，現時效力香港甲組聯賽球會南華。

## 早年生活
陳靜謙生於香港，早年就讀國際基督教優質音樂中學暨小學，後入讀賽馬會體藝中學。出身於老牌球會南華青年軍，於2015年轉到傑志青年軍，並獲提拔到一隊參與訓練。中學畢業後升讀香港城市大學社會科學學士(社會工作)。

## 球員生涯
2017年8月跟隨港超聯球會冠忠南區操練後，他於8月30日加盟南區，隨住菁英盃改制，規定每隊每場必須派出最少兩名U22球員上陣，令陳靜謙於12月3日對傑志的菁英盃分組賽，迎來職業球員生涯的處子戰，而他更獲安排以中堅身份正選登場，直到於65分鐘被換出，結果南區以1–1賽和對手。球季完結後，陳靜謙轉會到港超聯球會東方龍獅。
2020年6月，陳靜謙約滿離開東方龍獅，其後轉投天水圍飛馬。同時就讀香港理工大學社會政策及社會創業(榮譽)文學士。
2021–22球季，因應有兩支香港超級聯賽球隊退出，香港足球總會籌組了另一隊以U23球員為主的足球隊。陳靜謙加盟了這支新球隊。
2022–23球季，陳靜謙加盟香港超級聯賽球隊深水埗。
2024-25球季，陳靜謙轉投香港甲組聯賽球會南華。

## 榮譽
香港代表隊
- 省港盃冠軍（2019年）

## 外部連結
- 香港足球總會網頁球員註冊資料 （页面存档备份，存于）